# گو جیا
گو جیا (انگلیسی: Guo Jia؛ زادهٔ ۱ ژانویهٔ ۱۹۸۰) بازیکن سافت‌بال زن اهل چین بود. در بازی‌های المپیک تابستانی ۲۰۰۴ شرکت کرده‌است.